# Persona (série)
Persona (ペルソナ, Perusona) (também conhecido como: Shin Megami Tensei: Persona) é uma série de jogos RPG desenvolvidos e publicados principalmente pela Atlus, e propriedade da Sega. Persona é um spin-off da série Megami Tensei da Atlus, originalmente baseado no ambiente escolar de Shin Megami Tensei if... (1994). As principais características de Persona incluem um grupo de estudantes como elenco principal, um protagonista silencioso semelhante ao da série de origem Megami Tensei, e combate utilizando Personas, que são manifestações físicas da psique e do subconsciente de uma pessoa. Desde do lançamento de Shin Megami Tensei: Persona 3, foram introduzidos elementos de simulação social na série.
O tema geral da série é a exploração da psique humana e a forma como as personagens encontram o seu verdadeiro "eu". Conceitos recorrentes e elementos de design da série baseiam-se na psicologia analítica, nas personas psicológicas e nas cartas de tarot, bem como em temas e influências da religião, da mitologia e da literatura.
O primeiro título da série Revelations: Persona, foi lançado em 1996 para a PlayStation. Desde então foram lançados vários jogos na série, sendo o jogo principal mais recente o Persona 3 Reload, um Remake do Persona 3, sendo baseado na edição original do jogo, e não em suas edições mais recentes, apesar de introduzir mecânicas e cenas delas. Persona 3 Reload também é o primeiro jogo da franquia a ter legendas em português.
Desde o lançamento do primeiro jogo, a série alcançou sucesso crítico e financeiro. Em novembro de 2022, a série tinha vendido mais de 16 milhões de cópias em todo o mundo, constituindo uma proporção significativa das vendas totais da série Megami Tensei.
A série é numerosa em seus relançamentos, sendo que todos os jogos da franquia principal já tiveram edições melhoradas, todas modificando aspectos do jogo ou adicionando novos momentos na jogatina.
Há numerosas adaptações, incluindo séries de anime, filmes, adaptações literárias, mangas, peças de teatro, dramas de rádio e concertos musicais.

## Jogos

### Série principal
- Revelations: Persona (1996: PlayStation, 1999: Microsoft Windows)
- Persona 2: Innocent Sin (1999: PlayStation)
- Persona 2: Eternal Punishment (2000: PlayStation)
- Shin Megami Tensei: Persona 3 (2006: PlayStation 2)
- Shin Megami Tensei: Persona 4 (2008: PlayStation 2)
- Persona 5 (2016: PlayStation 3, PlayStation 4)
- Persona 3 Reload (2024: PlayStation 4, PlayStation 5, Microsoft Windows, Xbox One, Xbox Series X/S)
- Persona 4 Revival (TBA: PlayStation 5, Microsoft Windows, Xbox Series X/S)

### Spin-offs
- Persona 4 Arena (2012: Arcade, PlayStation 3, Xbox 360)
- Persona 4 Arena Ultimax (2013: Arcade, 2014: PlayStation 3)
- Persona Q: Shadow of the Labyrinth (2014: Nintendo 3DS)
- Persona 4: Dancing All Night (2015: PlayStation Vita; 2018: PlayStation 4)
- Persona 3: Dancing Moon Night (2018: PlayStation 4, PlayStation Vita)
- Persona 5: Dancing Star Night (2018: PlayStation 4, PlayStation Vita)
- Persona Q2: New Cinema Labyrinth (2018: Nintendo 3DS)
- Persona 5 Strikers (2020: PlayStation 4, Nintendo Switch, Microsoft Windows)
- Persona 5 Tactica (2023: PlayStation 4, Nintendo Switch, Microsoft Windows, Xbox One, Xbox Series S/X)
- Persona 5: The Phantom X (2024: Android, iOS,  Microsoft Windows)